# Convento de San Guillén (Castielfabib)
El convento de San Guillén es un monasterio franciscano situado en la margen izquierda del río Ebrón, frente a la villa de Castielfabib, localidad de la comarca valenciana del Rincón de Ademuz. Conservado en estado semiderruido, fue erigido en el último tercio del siglo XVI, momento en que los franciscanos valencianos se instalan en el municipio, consagrando su culto a la figura san Guillermo, de tradicional devoción en la villa.

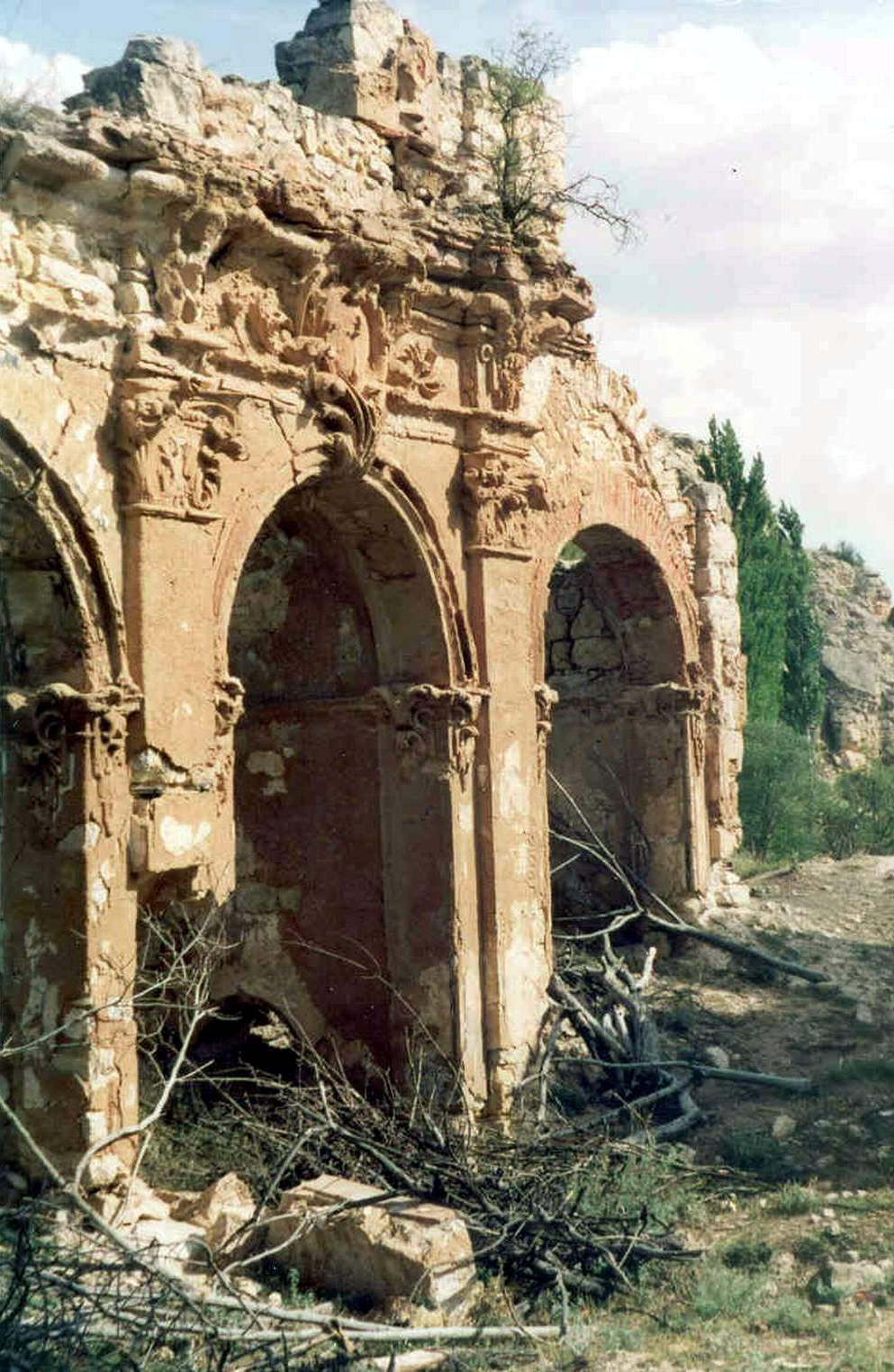
Arcadas de la epístola

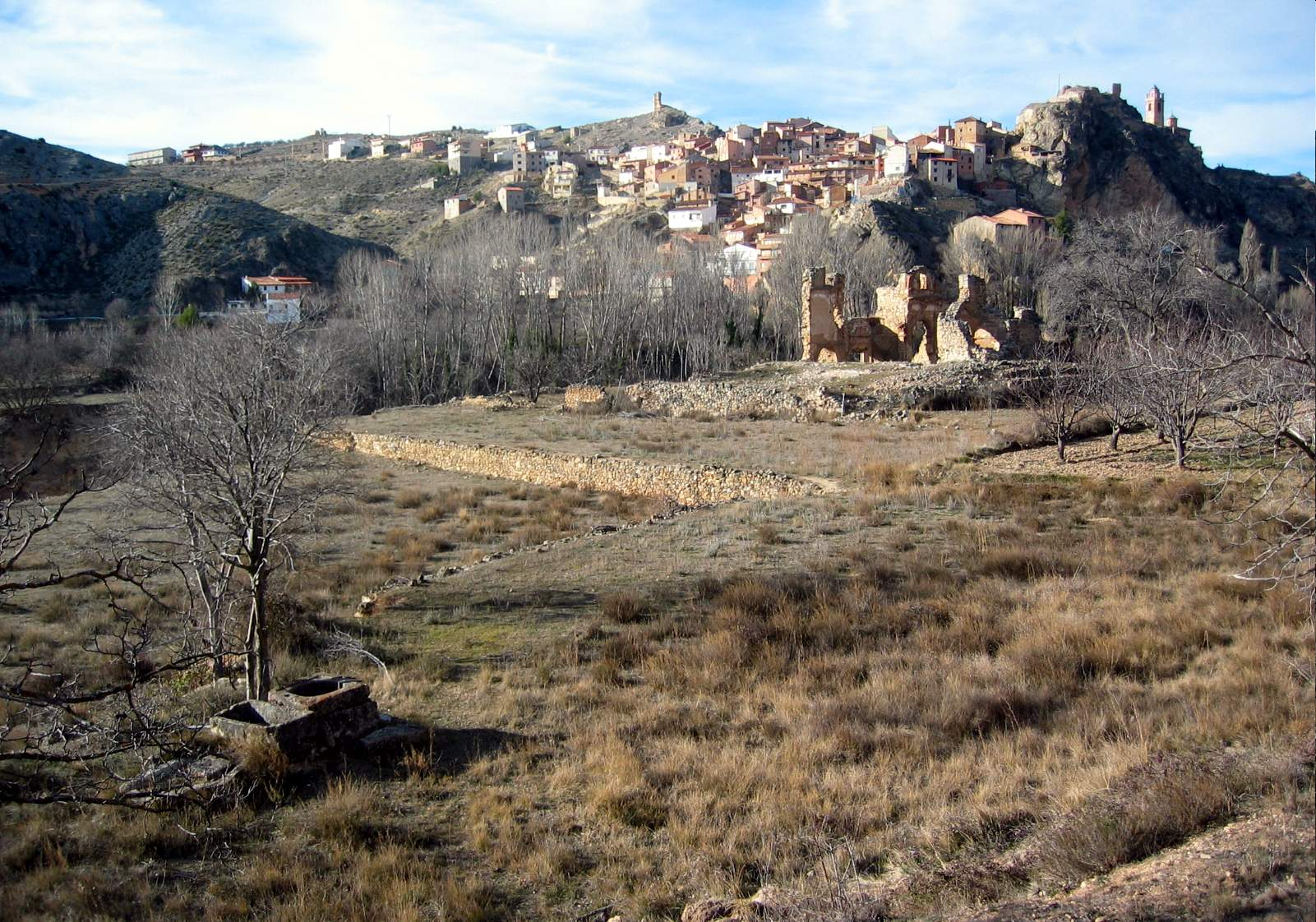
Vista del caserío de Castielfabib (Valencia), con detalle de las ruinas de la iglesia del convento de san Guillermo, cisterna y lavadero

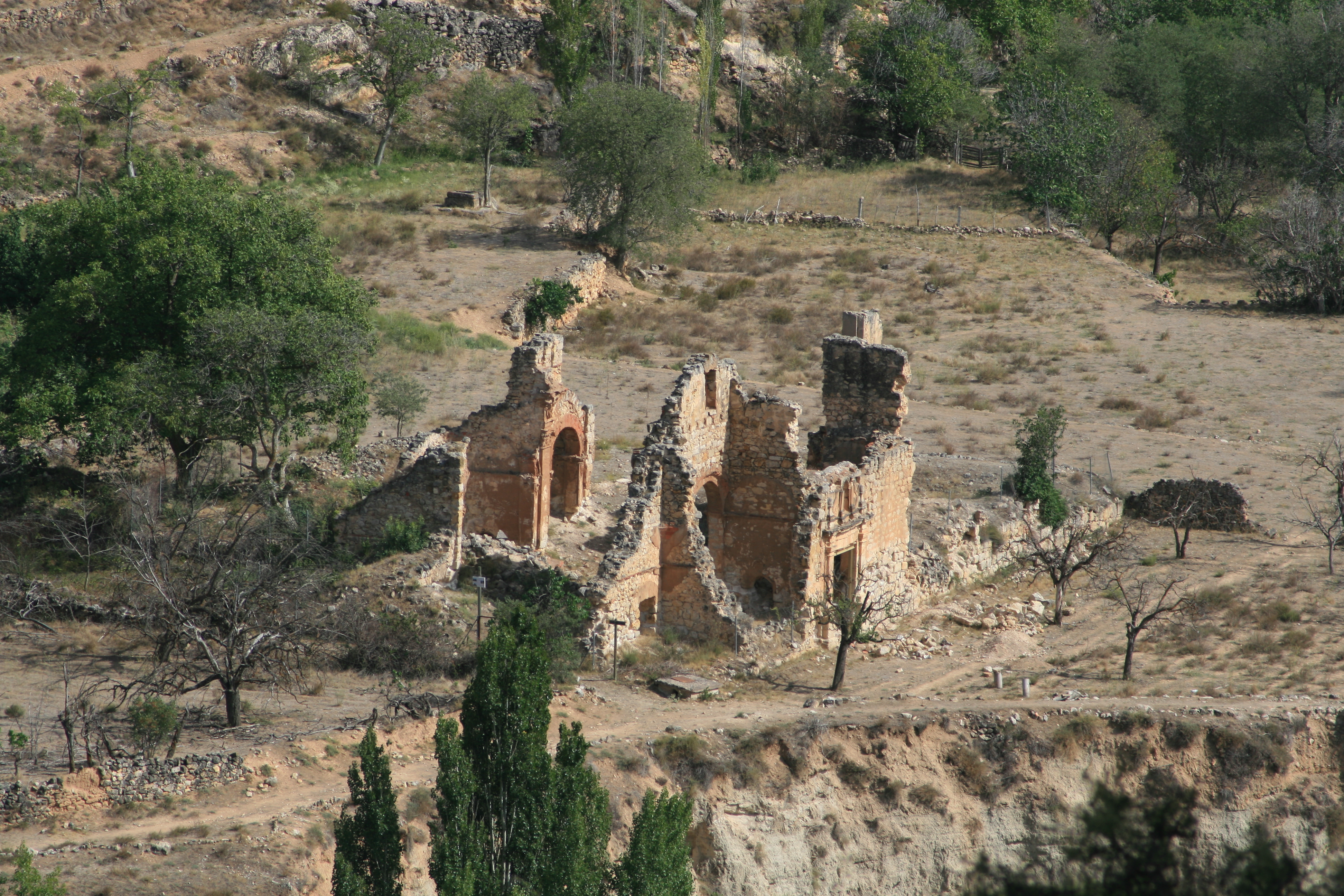
El edificio a inicios del

Aunque con anterioridad ya hubo otras órdenes monásticas en la villa de Castielfabib, serán los franciscanos de san Guillermo los más perseverantes, pues hasta la exclaustración del siglo XIX no marcharán de la comarca.
De todo el complejo conventual solamente es distinguible su capilla, cuyos muros y pocos elementos arquitectónicos dan idea del esplendor franciscano en la comarca del Rincón de Ademuz. Otro elemento bien conservado es el brocal de pozo que se halla en las cercanías, rodeado de la huerta del cenobio.
También conocido como convento de San Guillermo, es Bien de Relevancia Local con identificador número 46.09.092-010.

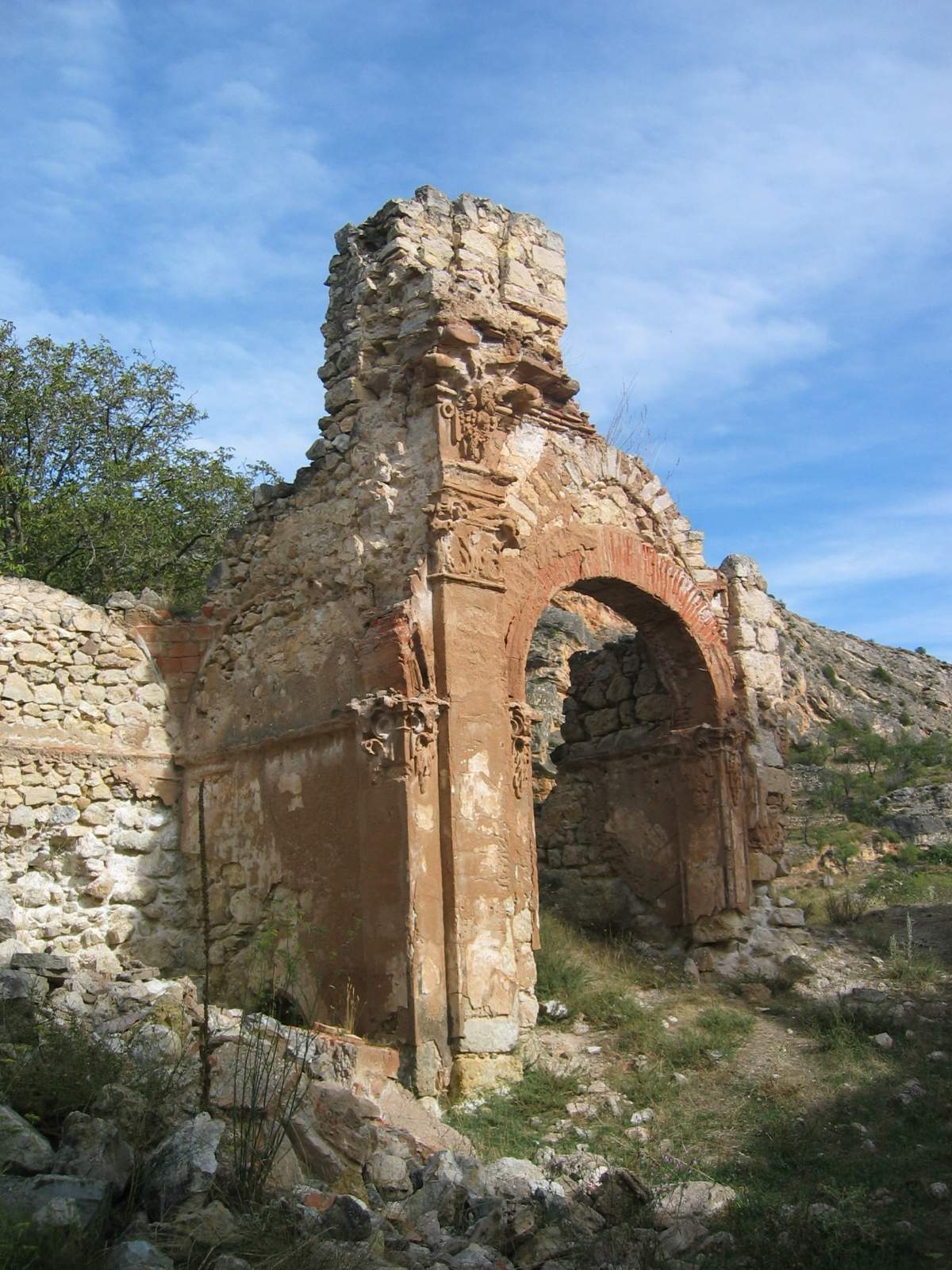
Detalle de las ruinas de la iglesia

## Historia
La tradición local y la devoción popular vinculan el convento de san Guillermo de Castielfabib con el personaje de Guillermo de Poitiers (1071-1126), duque de Aquitania, pretendiendo que mientras estuvo en Castielfabib, durante su apoyo entre 1120 y 1123 a Alfonso I de Aragón en sus diversas campañas militares, hizo penitencia en una cueva próxima al lugar donde habría de ubicarse muchos años después el monasterio de su nombre. Sin embargo, nada se sabe con certeza documental del personaje, sin que su estudio soporte un análisis histórico-crítico: todo se basa en la devoción y el mito, la tradición y la leyenda.

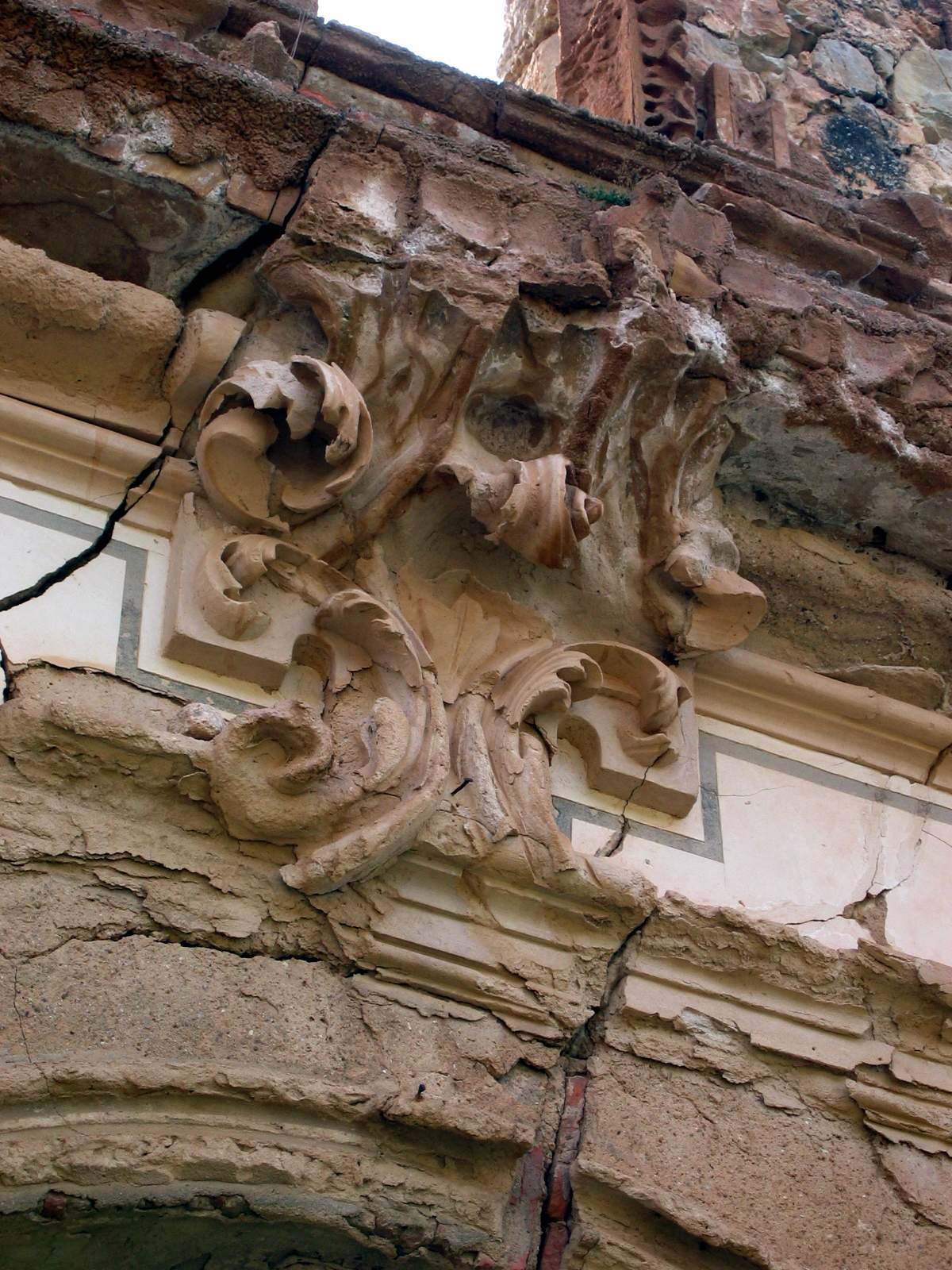
Detalle de las ruinas de la iglesia

La serie documental no comienza hasta finales del siglo XIV, reseñándose una iglesia de san Guillermo, lugar donde se reunían los cofrades de la "cofradía del señor san Guillermo" en tiempos de Juan I el Cazador (1387-1396), monarca que sancionó los estatudos de aquella asociación el día 12 de mayo de 1393. El mismo soberano, el año siguiente, autorizó al prior y religiosos del monasterio de la Orden de Hermitaños de San Agustín edificado en Castielfabib, para poder adquirir y poseer bienes de realengo (1 de abril de 1394).
De hecho, los primeros que difundieron el culto de san Guillén en la comarca a gran escala fueron los agustinos. Precisamente de la época de los agustinos se atestigua la primera noticia de unas reliquias de san Guillén en la villa de Castielfabib.
Con posterioridad, el convento de san Guillermo fue ocupado por los Carmelitas de Aragón, de cuya posesión se tienen escasas referencias; no obstante, allí estaban en 1563. Pocos años después, al comienzo del último tercio del siglo XVI, el convento fue ocupado por los Franciscanos Observantes de Valencia, que lo poseyeron desde 1577 hasta 1835, fecha en que lo desalojaron definitivamente por la Desamortización. En la década anterior consta la venta del retablo mayor de la iglesia conventual a la iglesia de Casas Bajas, cuya transacción se convino en cincuenta libras moneda corriente, entre el Guardián del convento, fray Ramón Escrivá, y un vecino de Casasbajas del Río, Manuel Antón y Rubio, depositario de las limosnas destinadas para el retablo. Ello tuvo lugar tras la primera exclaustración de 1822 y una vez volvieron a ocupar los franciscanos el convento hasta 1835, en que lo tuvieron que abandonar definitivamente.
El retablo fue destruido durante la guerra civil española (1936-1939), aunque no en su totalidad, ya que algunos restos se conservan todavía en la parroquia de Casas Bajas.
Tras la Desamortización, el convento fue abandonado y sus edificios se perdieron. Consta la demolición de la iglesia conventual y otras construcciones, cuya piedra fue utilizada para la fábrica de bóvedas y puentes de conducción del agua del Ebrón, destinada a la centra hidroeléctrica que se construyó en sus inmediaciones (1914). Durante los trabajos de demolición y descombro fallecieron dos trabajadores de Los Santos (Castielfabib).
Desde entonces solamente quedan las ruinas, muy perdidas, de la iglesia conventual con sus arcadas y capillas de la parte de la epístola y evangelio, así como restos de la torre-campanario y parte de la frontera, que luce pórtico barroco, aunque la iglesia fuera originariamente gótica. Asimismo, restan la cisterna, con su brocal y lavadero, todo en piedra labrada, conjunto ubicado al sureste del convento, donde se hallaba la zona de huertos y corrales del monasterio.

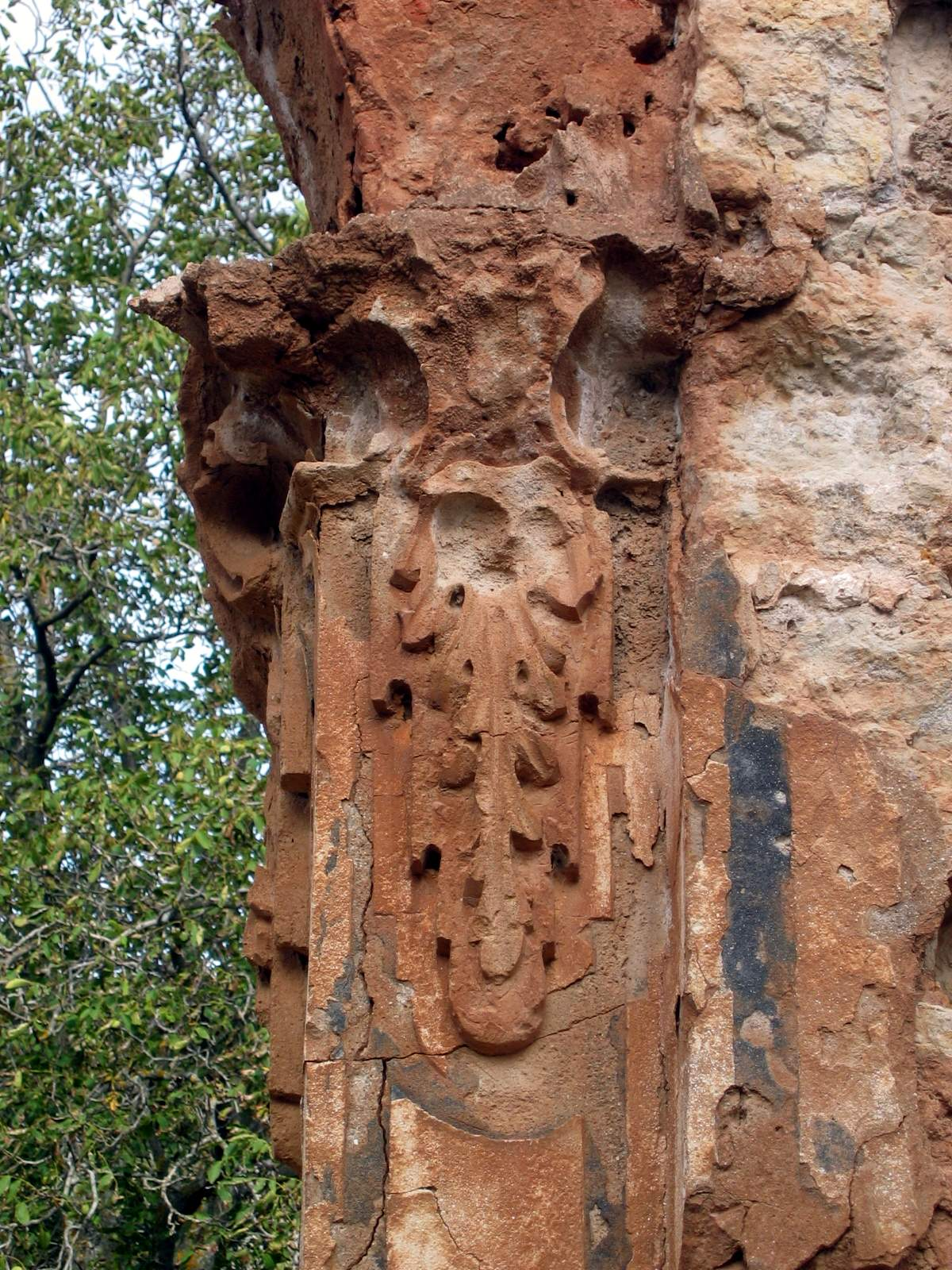
Detalle de las ruinas de la iglesia

## Vida conventual
Los frailes vivían con sencillez y pobreza, subsistiendo básicamente de las limosnas que recibían y recaudaban de los pueblos del entorno donde pedían, así como del cultivo de los huertos y animales que poseyeran. La vida conventual se regía por las horas canónicas: laúdes (al amanecer, sobre las 3:00), prima (hora en la que sale el sol, sobre las 6:00), tercia (tercera hora después de salir el sol, sobre las 9:00), sexta (mediodía, a las 12:00), nona (sobre las 15:00), vísperas (tras la puesta de sol, sobre las 18:00) y completas (antes del descanso nocturno, sobre las 21:00), y era muy dura, constando haber sido eximidos del rezo de maitines, a media noche desde noviembre hasta finalizado febrero, por el frío reinante (1660).
Los franciscanos de Castielfabib, además de rezar, trabajar y pedir limosna, ayudaban a los clérigos de las parroquias locales, consolando en su agonía a los aldeanos y lugareños moribundos de los rentos y masías más alejadas de las poblaciones principales, estaban presentes en los entierros de postín, así como las capas altas de la comarca se hacían enterrar con el hábito franciscano comprado en san Guillén.
El número de frailes varió con el tiempo: consta que osciló entre 12 o 14 (1577) y 24, incluyendo sacerdotes, coristas, legos, donados y pretendientes (1764). El convento de Castielfabib aparece someramente reseñando en las Relaciones ad limina de los obispos de Segorbe, constando sus visitas entre 1634 y 1705.

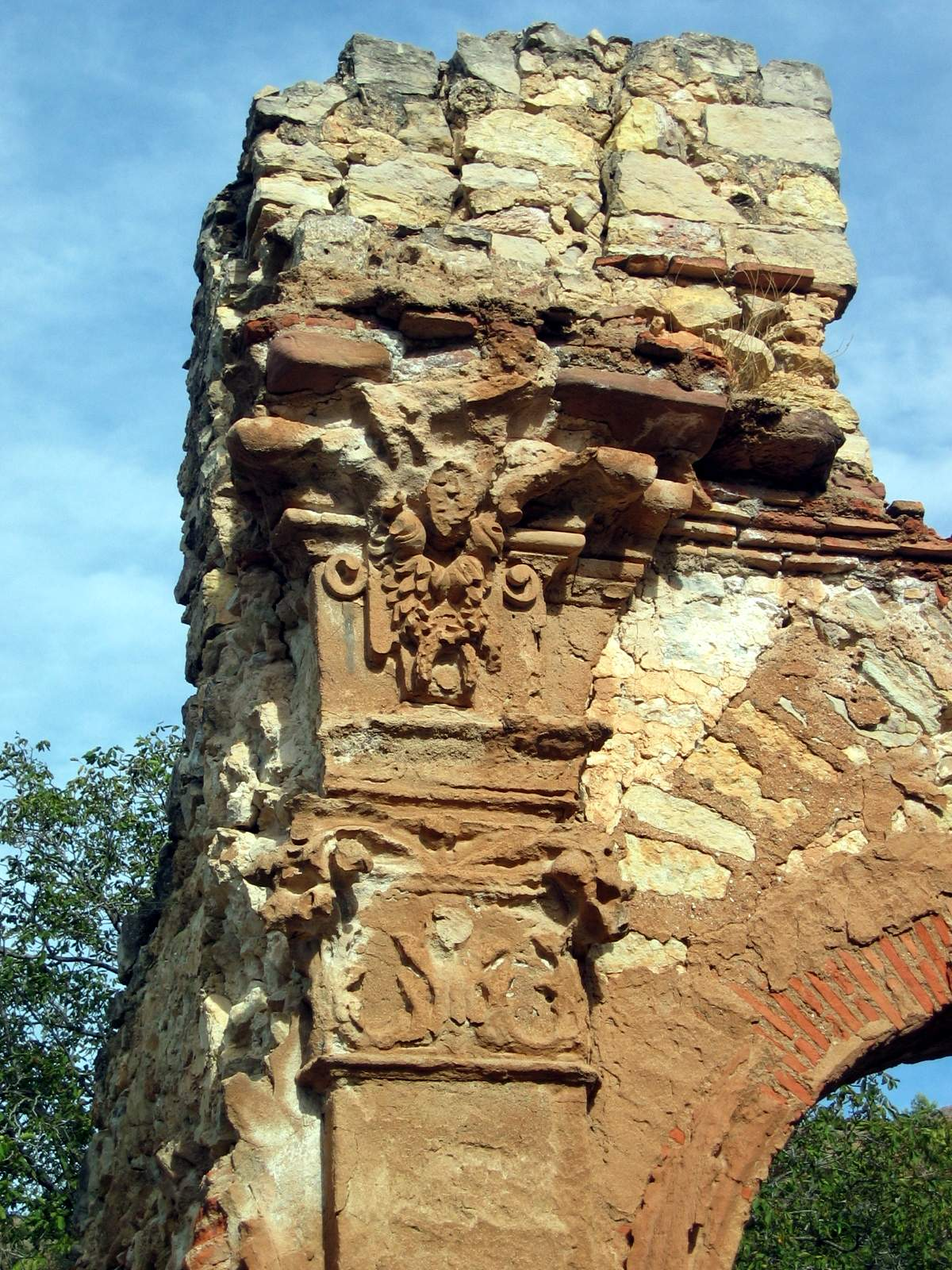
Detalle de las ruinas de la iglesia del Convento de San Guillermo, Castielfabib (Valencia).
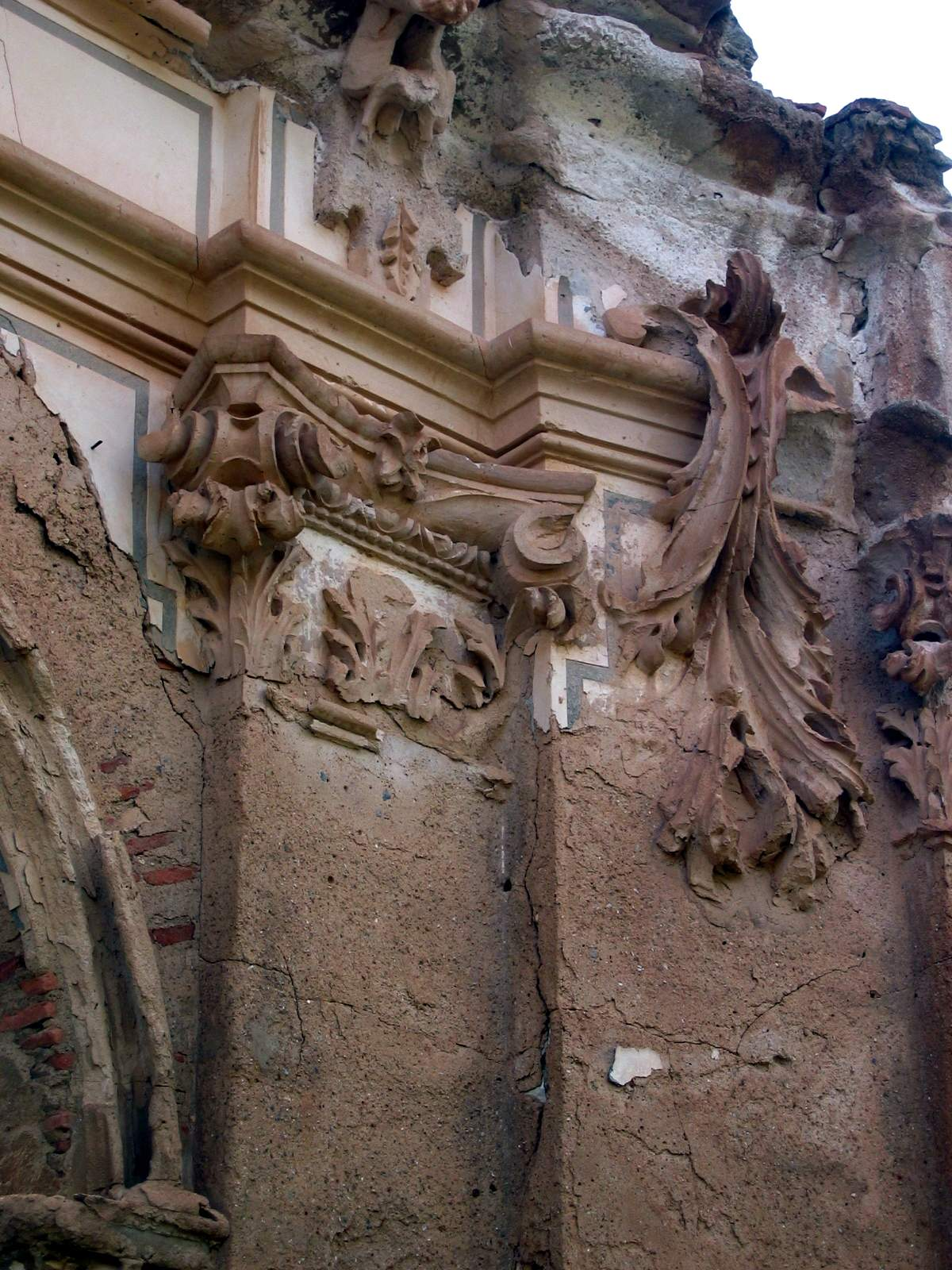
Detalle de las ruinas de la iglesia del Convento de San Guillermo, Castielfabib (Valencia).
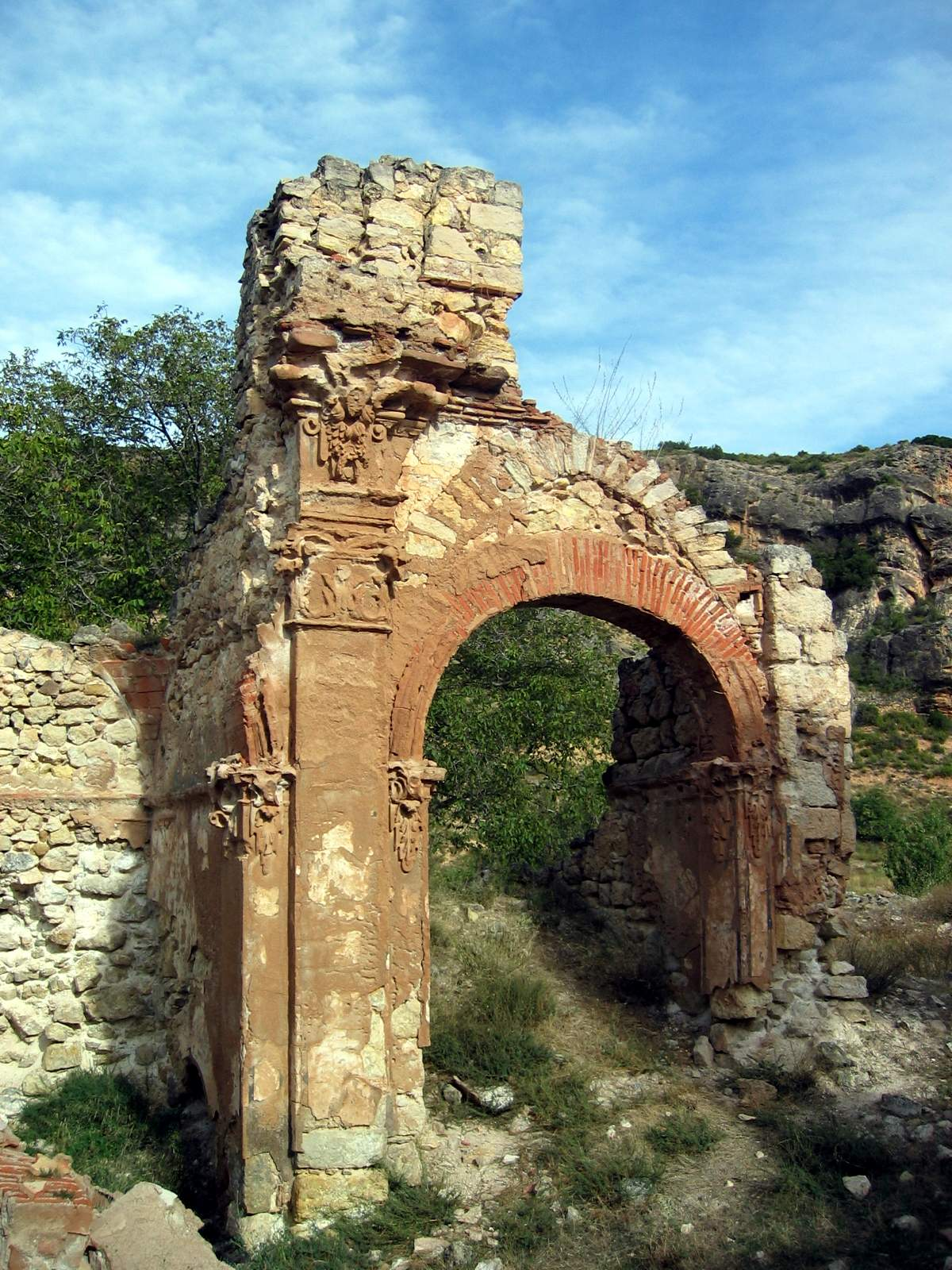
Detalle de las ruinas de la iglesia del Convento de San Guillermo, Castielfabib (Valencia).
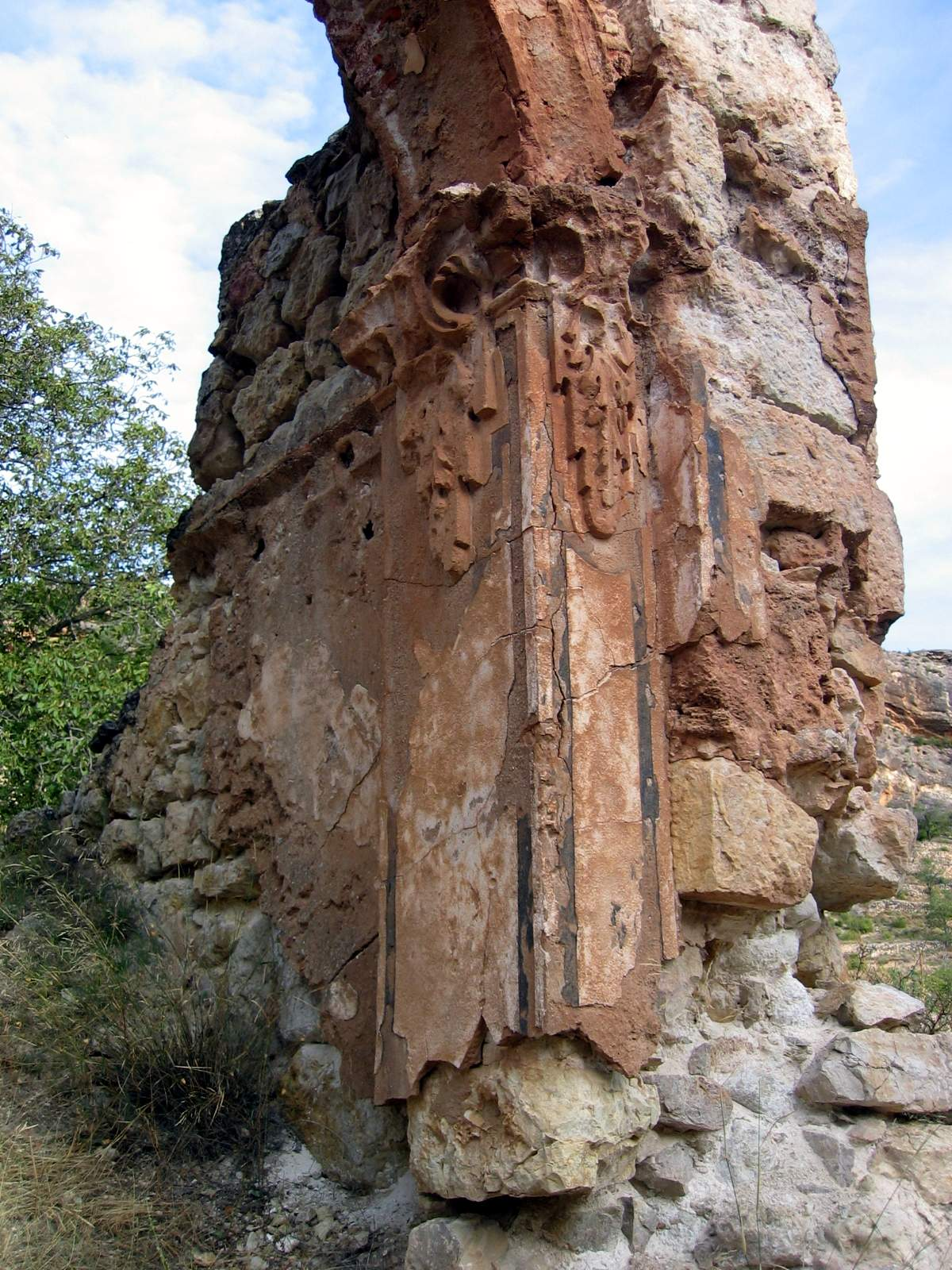
Detalle de las ruinas de la iglesia del Convento de San Guillermo, Castielfabib (Valencia).
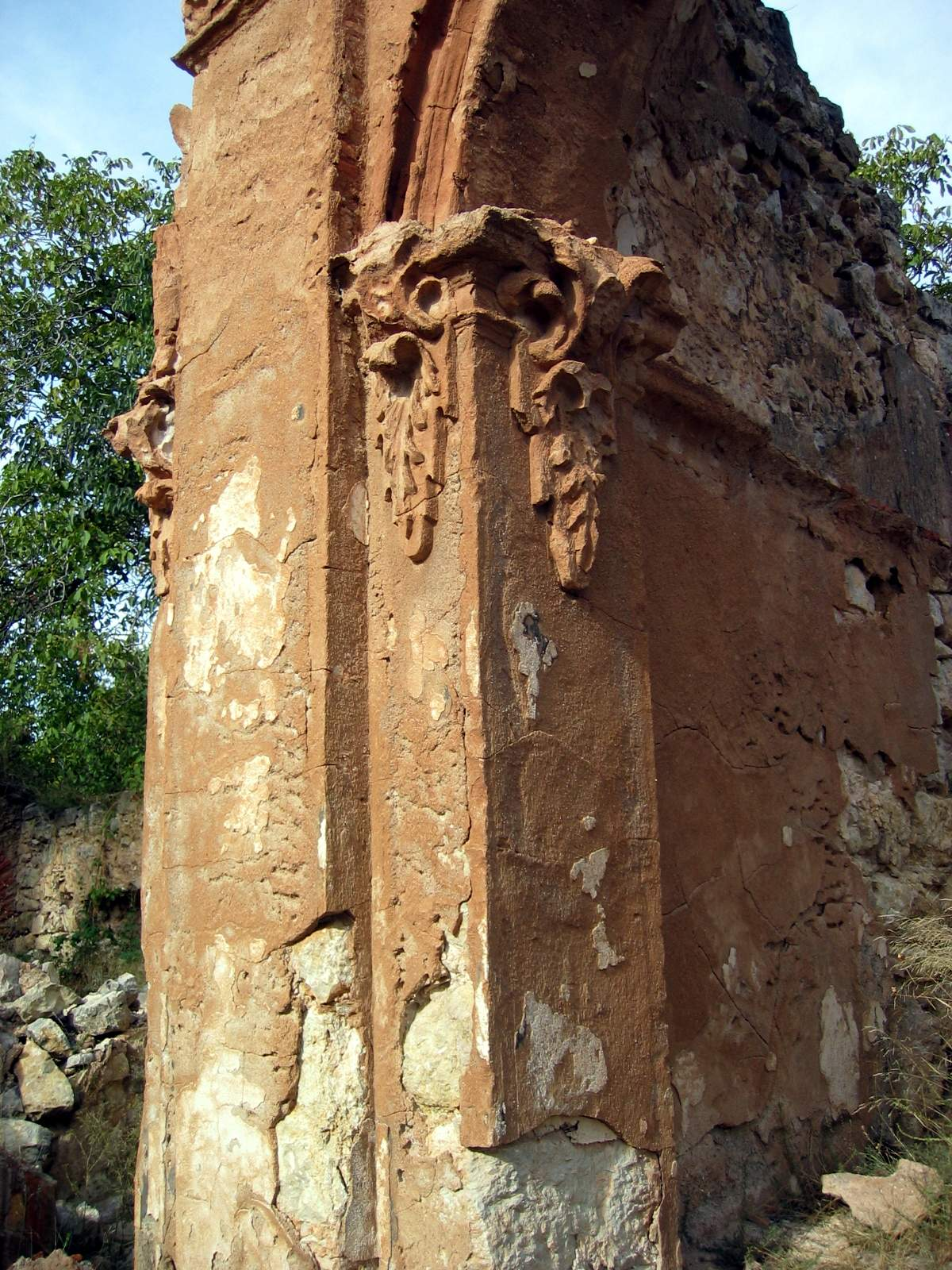
Detalle de las ruinas de la iglesia del Convento de San Guillermo, Castielfabib (Valencia).
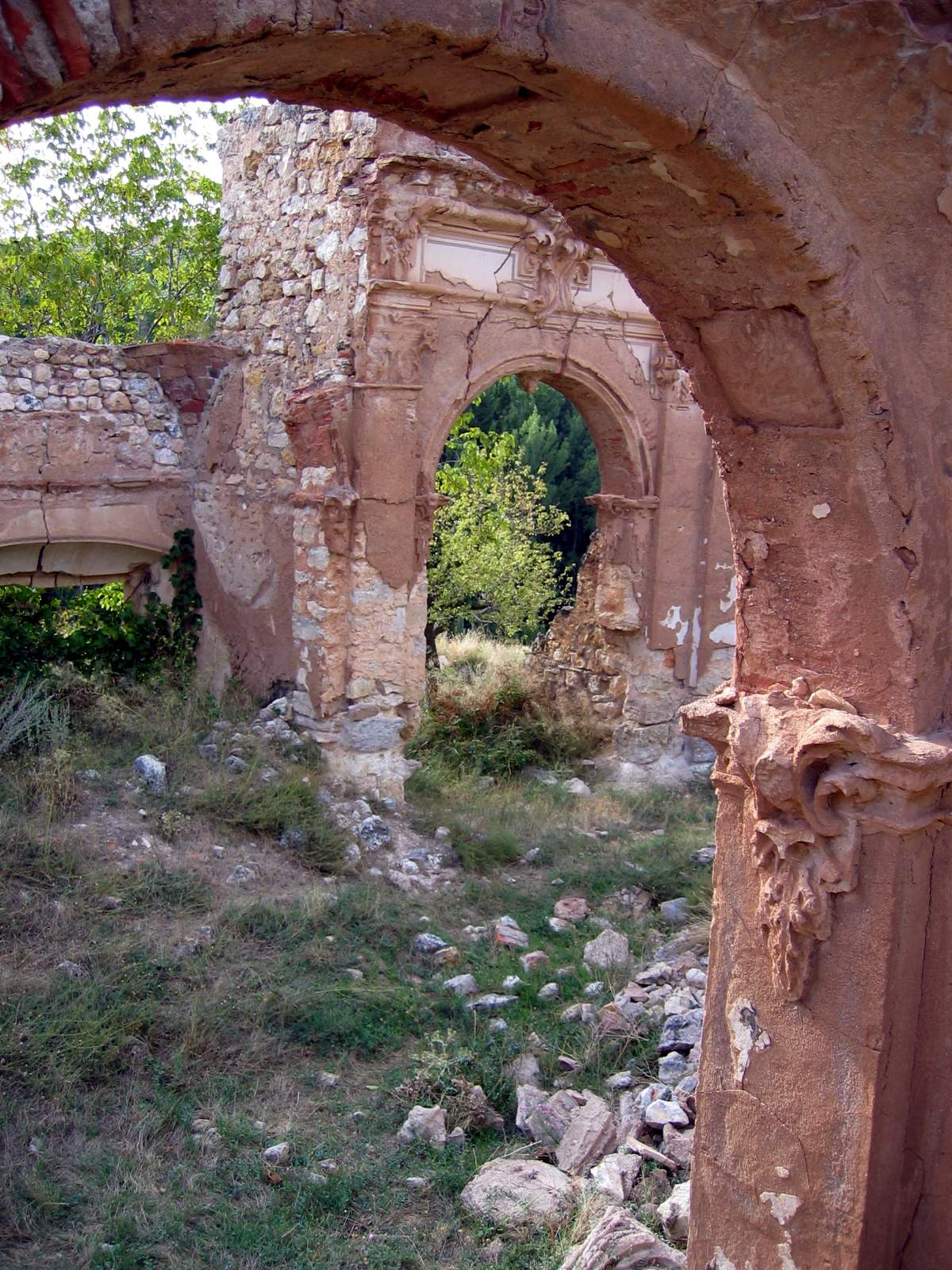
Detalle de las ruinas de la iglesia del Convento de San Guillermo, Castielfabib (Valencia).